# グロウスビーク (砲艦)
グロウスビーク (USS Grosbeak) は南北戦争時のアメリカ合衆国海軍の艦艇。tincladと呼ばれる浅吃水の砲艦の一隻。tincladには番号が振られており、「グロウスビーク」は8である。
「グロウスビーク」は舷側外輪船で、トン数196トン、長さ163フィート8インチ、幅28フィート4インチ、もしくは長さ179フィート、幅27フィート。煙管缶2基搭載、外輪の直径は20フィート。兵装は20ポンドパロット砲2門、30ポンドパロット砲2門と24ポンドダールグレン滑腔砲2門、または20ポンド前装施条砲2門、30ポンド前装施条砲2門、12ポンド滑腔砲1門と24ポンド滑腔砲2門であった。
元は1864年春にシンシナティで建造された「Fanny」である。同年12月3日にマウンド・シティで33500ドルで海軍が購入。改装され、また1865年2月3日に「グロウスビーク」と改名されて、2月24日にThomas Burnsの指揮下就役した。
4月27日の「サルタナ」の事故に際し、メンフィスのすぐ北の海軍工廠にあった「グロウスビーク」は救助活動を行い、生存者を救助した。
1865年8月17日にマウンド・シティで売却。商船「Mollie Hambleton」となり、1871年6月9日にガルベストンで難破した。